# لیگ قهرمانان اقیانوسیه ۱۵–۲۰۱۴
لیگ قهرمانان اقیانوسیه ۱۵–۲۰۱۴ (با نام رسمی لیگ قهرمانان اقیانوسیه فیجی ایرویز ۲۰۱۵ به دلایل حمایت مالی) چهاردهمین دوره مسابقات قهرمانی باشگاه‌های اقیانوسیه، مسابقات فوتبال باشگاهی برتر در اقیانوسیه بود که توسط کنفدراسیون فوتبال اقیانوسیه (اواف‌سی) سازماندهی شد و نهمین فصل با نام فعلی لیگ قهرمانان اقیانوسیه بود.
در یک فینال کاملاً نیوزیلندی، اوکلند سیتی، مدافع عنوان قهرمانی ۴ ساله مسابقات، تیم ولینگتون را ۴–۳ در ضربات پنالتی (۱–۱ پس از وقت اضافه) شکست داد تا پنجمین عنوان متوالی و هفتمین عنوان کلی خود را کسب کند. اوکلند سیتی به عنوان قهرمان لیگ قهرمانان اقیانوسیه ۱۵–۲۰۱۴ نماینده اقیانوسیه در جام باشگاه‌های جهان ۲۰۱۵ شد.

## تیم‌ها
در مجموع ۱۵ تیم از ۱۱ انجمن اواف‌سی وارد مسابقات شدند. چهار انجمن با بهترین نتایج در لیگ قهرمانان فصل گذشته (فیجی، نیوزیلند، تاهیتی، وانواتو) هر کدام دو سهمیه و به سه انجمن دیگر (کالدونیای جدید، پاپوآ گینه نو، جزایر سلیمان) یک سهمیه اهدا شد. این تیم‌ها مستقیماً وارد مرحله گروهی شدند تا همراه با برنده مرحله مقدماتی که با تیم‌هایی از چهار انجمن در حال توسعه (ساموآی آمریکا، جزایر کوک، ساموآ، تونگا) تشکیل شده بود، برای رسیدن به مرحله نهایی تلاش کنند.
| انجمن                 | تیم                 | نحوه صعود |
| شروع از مرحله گروهی   | شروع از مرحله گروهی | شروع از مرحله گروهی                                                                                                  |
| --------------------- | ------------------- | --- |
| فیجی                  | سووا                | قهرمان لیگ ملی فوتبال فیجی ۲۰۱۴                                                                                      |
| فیجی                  | با                  | نایب قهرمان لیگ ملی فوتبال فیجی ۲۰۱۴                                                                                 |
| کالدونیای جدید        | گایکا               | قهرمان سوپر لیگ کالدونیای جدید ۲۰۱۳                                                                                  |
| نیوزیلند              | اوکلند سیتی         | قهرمان مرحله نهایی مسابقات قهرمانی فوتبال نیوزیلند ۱۴–۲۰۱۳ رتبه اول فصل عادی مسابقات قهرمانی فوتبال نیوزیلند ۱۴–۲۰۱۳ |
| نیوزیلند              | تیم ولینگتون        | نایب قهرمان فصل عادی مسابقات قهرمانی فوتبال نیوزیلند ۱۴–۲۰۱۳                                                         |
| پاپوآ گینه نو         | هیکاری یونایتد      | قهرمان لیگ ملی فوتبال پاپوآ گینه نو ۲۰۱۴                                                                             |
| جزایر سلیمان          | وسترن یونایتد       | قهرمان اس-لیگ جزایر سلیمان ۱۵–۲۰۱۴                                                                                   |
| تاهیتی                | پیرائه              | قهرمان لیگ ۱ تاهیتی ۱۴–۲۰۱۳                                                                                          |
| تاهیتی                | تیفانا              | قهرمان فصل عادی لیگ ۱ تاهیتی ۱۵–۲۰۱۴                                                                                 |
| وانواتو               | تافئا               | قهرمان سوپر لیگ ملی وانواتو ۲۰۱۴                                                                                     |
| وانواتو               | آمیکال              | نایب قهرمان سوپر لیگ ملی وانواتو ۲۰۱۴                                                                                |
| شروع از مرحله مقدماتی |                     | |
| ساموآی آمریکا         | اس‌کی‌بی‌سی            | قهرمان لیگ بزرگسالان ساموآی آمریکا ۲۰۱۳                                                                              |
| جزایر کوک             | پوایکورا            | قهرمان جام جزایر کوک ۲۰۱۳                                                                                            |
| ساموآ                 | لوپه اوله سواگا     | قهرمان لیگ ملی ساموآ ۱۳–۲۰۱۲                                                                                         |
| تونگا                 | لوتوهاآپای یونایتد  | قهرمان لیگ برتر تونگا ۲۰۱۳                                                                                           |

## برنامه مسابقات
برنامه مسابقات به شرح زیر بود. برای این دوره، نیمه نهایی و فینال به صورت انفرادی (به جای بیش از دو بازی در فرمت خانه و خارج از خانه مانند نسخه قبلی) انجام شد.
| مرحله                         | مرحله      | تاریخ            |
| ----------------------------- | ---------- | ---------------- |
| مرحله مقدماتی (میزبان: ساموآ) | هفته ۱     | ۷ اکتبر ۲۰۱۴     |
| مرحله مقدماتی (میزبان: ساموآ) | هفته ۲     | ۹ اکتبر ۲۰۱۴     |
| مرحله مقدماتی (میزبان: ساموآ) | هفته ۳     | ۱۱ اکتبر ۲۰۱۴    |
| مرحله گروهی (میزبان: فیجی)    | هفته ۱     | ۱۱–۱۲ آوریل ۲۰۱۵ |
| مرحله گروهی (میزبان: فیجی)    | هفته ۲     | ۱۴–۱۵ آوریل ۲۰۱۵ |
| مرحله گروهی (میزبان: فیجی)    | هفته ۳     | ۱۷–۱۸ آوریل ۲۰۱۵ |
| مرحله حذفی (میزبان: فیجی)     | نیمه نهایی | ۲۱ آوریل ۲۰۱۵    |
| مرحله حذفی (میزبان: فیجی)     | فینال      | ۲۶ آوریل ۲۰۱۵    |

## مرحله مقدماتی
مرحله مقدماتی در آپیا، ساموآ از ۷ تا ۱۱ اکتبر ۲۰۱۴ برگزار شد. قرعه کشی برای تعیین بازی‌ها در ۲۲ سپتامبر ۲۰۱۴ در مقر اواف‌سی در اوکلند، نیوزیلند برگزار شد. چهار تیم به صورت تک‌بازی با یکدیگر بازی کردند. برنده گروه به مرحله گروهی راه یافت.
| رتبه | تیم                 | بازی | برد | مساوی | باخت | گل زده | گل خورده | گل تفاضل | امتیاز | صلاحیت              |
| ---- | ------------------- | ---- | --- | ----- | ---- | ------ | -------- | -------- | ------ | ------------------- |
| ۱    | لوپه اوله سواگا (H) | ۳    | ۳   | ۰     | ۰    | ۱۰     | ۲        | ۸+       | ۹      | صعود به مرحله گروهی |
| ۲    | پوایکورا            | ۳    | ۱   | ۱     | ۱    | ۴      | ۴        | ۰        | ۴      |                     |
| ۳    | لوتوهاآپای یونایتد  | ۳    | ۱   | ۰     | ۲    | ۴      | ۳        | ۱+       | ۳      |                     |
| ۴    | اس‌کی‌بی‌سی            | ۳    | ۰   | ۱     | ۲    | ۲      | ۱۱       | ۹−       | ۱      |                     |

| تیم ۱              | نتیجه | تیم ۲              |
| ------------------ | ----- | ------------------ |
| اس‌کی‌بی‌سی           | ۱–۱   | پوایکورا           |
| لوتوهاآپای یونایتد | ۰–۱   | لوپه اوله سواگا    |
| اس‌کی‌بی‌سی           | ۱–۴   | لوتوهاآپای یونایتد |
| لوپه اوله سواگا    | ۳–۲   | پوایکورا           |
| پوایکورا           | ۱–۰   | لوتوهاآپای یونایتد |
| لوپه اوله سواگا    | ۶–۰   | اس‌کی‌بی‌سی           |

## مرحله گروهی
مرحله گروهی در با و سووا، فیجی از ۱۱ تا ۱۸ آوریل ۲۰۱۵ برگزار شد. قرعه کشی مرحله گروهی در ۵ دسامبر ۲۰۱۴ در مقر اواف‌سی در اوکلند، نیوزیلند برگزار شد. ۱۲ تیم در سه گروه چهار تیمی قرار گرفتند که هر گروه شامل یک تیم از هر چهار گلدان بود. تخصیص تیم‌ها به گلدان‌ها بر اساس نتایج انجمن‌های آنها در دوره قبلی لیگ قهرمانان اقیانوسیه بود. تیم‌های یک انجمن نمی‌توانند به یک گروه کشیده شوند.
| گلدان ۱                        | گلدان ۲                             | گلدان ۳                   | گلدان ۴                                                   |
| ------------------------------ | ----------------------------------- | ------------------------- | --------------------------------------------------------- |
| - اوکلند سیتی - پیرائه - تافئا | - با - تیم ولینگتون - وسترن یونایتد | - گایکا - تیفانا - آمیکال | - سووا - هیکاری یونایتد - لوپه اوله سواگا (برنده مقدماتی) |

برنامه در ۴ فوریه ۲۰۱۵ تأیید شد. در هر گروه، چهار تیم به صورت تک‌بازی با یکدیگر بازی کردند. برندگان گروه و بهترین تیم دوم به مرحله نیمه نهایی راه یافتند.

### گروه A
| رتبه | تیم             | بازی | برد | مساوی | باخت | گل زده | گل خورده | گل تفاضل | امتیاز | صلاحیت             |
| ---- | --------------- | ---- | --- | ----- | ---- | ------ | -------- | -------- | ------ | ------------------ |
| ۱    | با (H)          | ۳    | ۳   | ۰     | ۰    | ۸      | ۱        | ۷+       | ۹      | صعود به مرحله حذفی |
| ۲    | گایکا           | ۳    | ۲   | ۰     | ۱    | ۱۳     | ۶        | ۷+       | ۶      | صعود به مرحله حذفی |
| ۳    | پیرائه          | ۳    | ۰   | ۱     | ۲    | ۵      | ۱۰       | ۵−       | ۱      |                    |
| ۴    | لوپه اوله سواگا | ۳    | ۰   | ۱     | ۲    | ۵      | ۱۴       | ۹−       | ۱      |                    |

| تیم ۱           | نتیجه | تیم ۲           |
| --------------- | ----- | --------------- |
| پیرائه          | ۳–۳   | لوپه اوله سواگا |
| با              | ۳–۰   | گایکا           |
| لوپه اوله سواگا | ۱–۳   | با              |
| گایکا           | ۵–۲   | پیرائه          |
| گایکا           | ۸–۱   | لوپه اوله سواگا |
| پیرائه          | ۰–۲   | با              |

### گروه B
| رتبه | تیم           | بازی | برد | مساوی | باخت | گل زده | گل خورده | گل تفاضل | امتیاز | صلاحیت             |
| ---- | ------------- | ---- | --- | ----- | ---- | ------ | -------- | -------- | ------ | ------------------ |
| ۱    | اوکلند سیتی   | ۳    | ۳   | ۰     | ۰    | ۹      | ۰        | ۹+       | ۹      | صعود به مرحله حذفی |
| ۲    | آمیکال        | ۳    | ۲   | ۰     | ۱    | ۴      | ۵        | ۱−       | ۶      |                    |
| ۳    | سووا (H)      | ۳    | ۱   | ۰     | ۲    | ۵      | ۷        | ۲−       | ۳      |                    |
| ۴    | وسترن یونایتد | ۳    | ۰   | ۰     | ۳    | ۱      | ۷        | ۶−       | ۰      |                    |

| تیم ۱         | نتیجه | تیم ۲         |
| ------------- | ----- | ------------- |
| اوکلند سیتی   | ۳–۰   | سووا          |
| وسترن یونایتد | ۰–۱   | آمیکال        |
| اوکلند سیتی   | ۳–۰   | وسترن یونایتد |
| آمیکال        | ۳–۲   | سووا          |
| سووا          | ۳–۱   | وسترن یونایتد |
| آمیکال        | ۰–۳   | اوکلند سیتی   |

### گروه C
| رتبه | تیم            | بازی | برد | مساوی | باخت | گل زده | گل خورده | گل تفاضل | امتیاز | صلاحیت             |
| ---- | -------------- | ---- | --- | ----- | ---- | ------ | -------- | -------- | ------ | ------------------ |
| ۱    | تیم ولینگتون   | ۳    | ۳   | ۰     | ۰    | ۷      | ۳        | ۴+       | ۹      | صعود به مرحله حذفی |
| ۲    | هیکاری یونایتد | ۳    | ۲   | ۰     | ۱    | ۶      | ۶        | ۰        | ۶      |                    |
| ۳    | تافئا          | ۳    | ۰   | ۱     | ۲    | ۵      | ۷        | ۲−       | ۱      |                    |
| ۴    | تیفانا         | ۳    | ۰   | ۱     | ۲    | ۴      | ۶        | ۲−       | ۱      |                    |

| تیم ۱          | نتیجه | تیم ۲          |
| -------------- | ----- | -------------- |
| تافئا          | ۲–۳   | هیکاری یونایتد |
| تیم ولینگتون   | ۲–۱   | تیفانا         |
| هیکاری یونایتد | ۰–۲   | تیم ولینگتون   |
| تیفانا         | ۱–۱   | تافئا          |
| تیفانا         | ۲–۳   | هیکاری یونایتد |
| تافئا          | ۲–۳   | تیم ولینگتون   |

### رده‌بندی بهترین تیم‌های دوم
| رتبه | گروه | تیم            | بازی | برد | مساوی | باخت | گل زده | گل خورده | گل تفاضل | امتیاز | صلاحیت             |
| ---- | ---- | -------------- | ---- | --- | ----- | ---- | ------ | -------- | -------- | ------ | ------------------ |
| ۱    | A    | گایکا          | ۳    | ۲   | ۰     | ۱    | ۱۳     | ۶        | ۷+       | ۶      | صعود به مرحله حذفی |
| ۲    | C    | هیکاری یونایتد | ۳    | ۲   | ۰     | ۱    | ۶      | ۶        | ۰        | ۶      |                    |
| ۳    | B    | آمیکال         | ۳    | ۲   | ۰     | ۱    | ۴      | ۵        | ۱−       | ۶      |                    |

## مرحله حذفی
مرحله حذفی از ۲۱ تا ۲۶ آوریل ۲۰۱۵ در سووا، فیجی برگزار شد. چهار تیم به صورت تک‌حذفی بازی کردند.
|  | نیمه نهایی   | نیمه نهایی   |       |  | فینال              | فینال |  |
|  |              |              |       |  |                    |       |  |
|  |              |              |       |  |                    |       |  |
|  | گایکا        | ۰            |       |  |                    |       |  |
|  | اوکلند سیتی  | ۱            |       |  |                    |       |  |
|  |              |              |       |  |                    |       |  |
|  |              |              |       |  |                    |       |  |
|  |              |              |       |  | اوکلند سیتی (ض.پ.) | ۱ (۴) |  |
|  |              | تیم ولینگتون | ۱ (۳) |  |                    |       |  |
|  |              |              |       |  |                    |       |  |
|  |              |              |       |  |                    |       |  |
|  |              |              |       |  |                    |       |  |
|  |              |              |       |  |                    |       |  |
|  | با           | ۰            |       |  |                    |       |  |
|  | تیم ولینگتون | ۲            |       |  |                    |       |  |